# 시모노세키시
시모노세키시(일본어: 下関市,  문화어: 시모노세끼시)는 일본 야마구치현에 있는 항구도시이다. 부산을 오가는 부관 페리가 기항하는 항구이고, 규슈 여객철도와 서일본 여객철도의 시모노세키역이 있다. 2005년에 야마구치현에서는 처음으로 중핵시로 지정되었고 이전에는 특례시에 머무른 바 있었다.

## 개요
야마구치현을 대표하는 도시이며 그 인구는 현청 소재지인 야마구치시를 제치고 야마구치현 최대를 자랑한다. 주고쿠 지방에서도 5번째(히로시마시, 오카야마시, 구라시키시, 후쿠야마시의 뒤를 이음)의 인구 규모를 가진 도시이다.
경제 면에서도 야마구치현 서부(구 나가토국)의 중심 도시이며 시모노세키시에 영업 거점을 두는 기업도 적지 않다. 그 예로 야마구치 은행(야마구치 파이낸셜 그룹)이나 야마구치 신문·미나토 신문(미나토 야마구치 합동 신문사)의 본사가 있는 것을 들 수가 있다. 또 일본은행도 야마구치시가 아닌 시모노세키시에 시모노세키 지점을 두고 있다. 또 기타큐슈시 등 규슈 북부 지역과의 교류도 깊다.
중심부인 시모노세키항 주변은 옛날에는 아카마가세키(赤間関) 또는 바칸(馬関)으로 불렸다.

## 인구
| 연도                              | 인구    | ±%     |
| --------------------------------- | ------- | ------ |
| 1920                              | 192,840 | —      |
| 1925                              | 213,109 | +10.5% |
| 1930                              | 222,702 | +4.5%  |
| 1935                              | 237,248 | +6.5%  |
| 1940                              | 261,549 | +10.2% |
| 1945                              | 261,982 | +0.2%  |
| 1950                              | 280,949 | +7.2%  |
| 1955                              | 308,799 | +9.9%  |
| 1960                              | 317,029 | +2.7%  |
| 1965                              | 317,146 | +0.0%  |
| 1970                              | 315,603 | −0.5%  |
| 1975                              | 322,300 | +2.1%  |
| 1980                              | 325,478 | +1.0%  |
| 1985                              | 324,585 | −0.3%  |
| 1990                              | 315,643 | −2.8%  |
| 1995                              | 310,717 | −1.6%  |
| 2000                              | 301,097 | −3.1%  |
| 2005                              | 290,693 | −3.5%  |
| 2010                              | 280,987 | −3.3%  |
| 2015                              | 268,517 | −4.4%  |
| 2020                              | 255,051 | −5.0%  |
| Shimonoseki population statistics |         |        |

## 지리

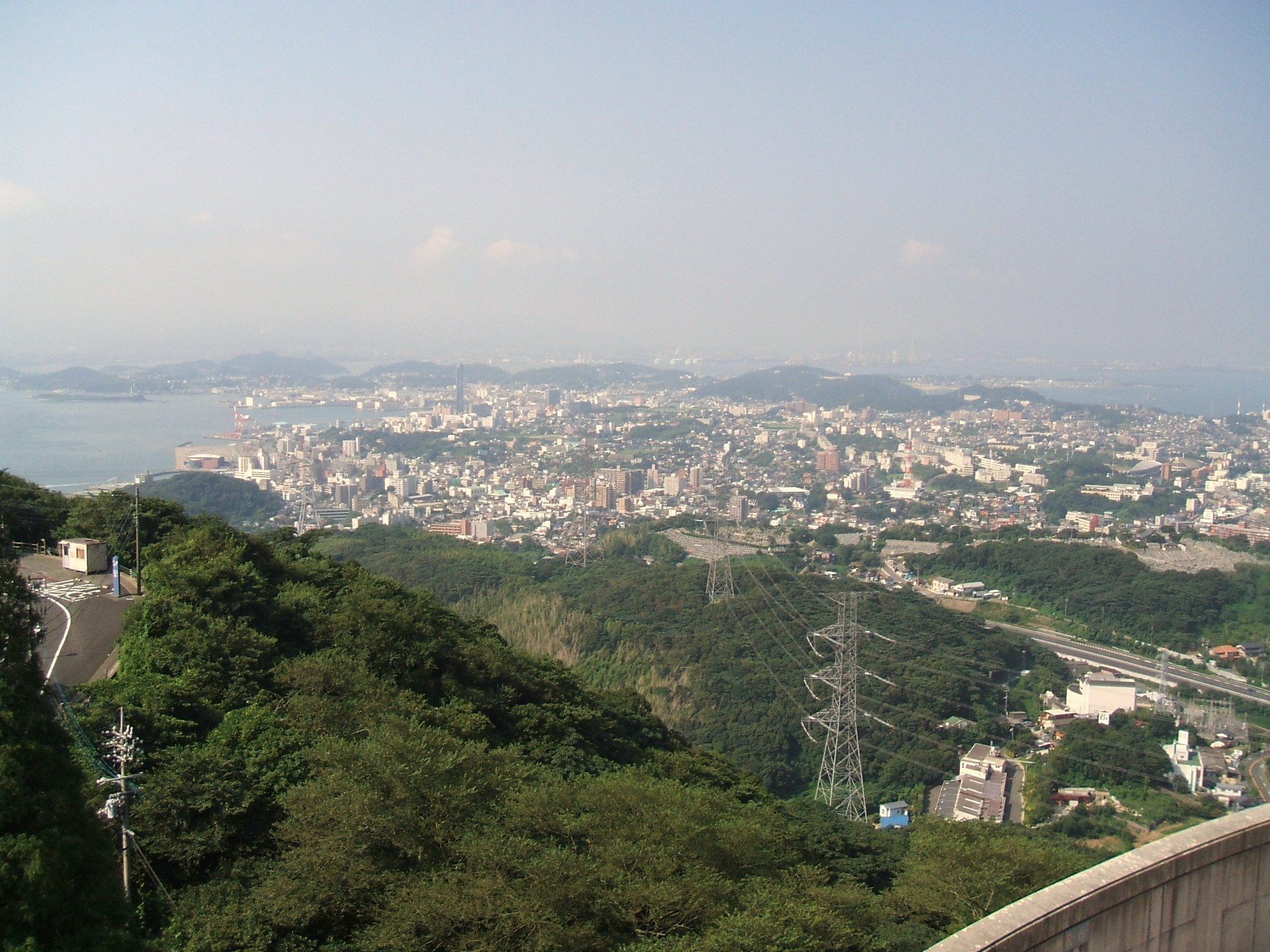
히노산에서 바라본 시모노세키시

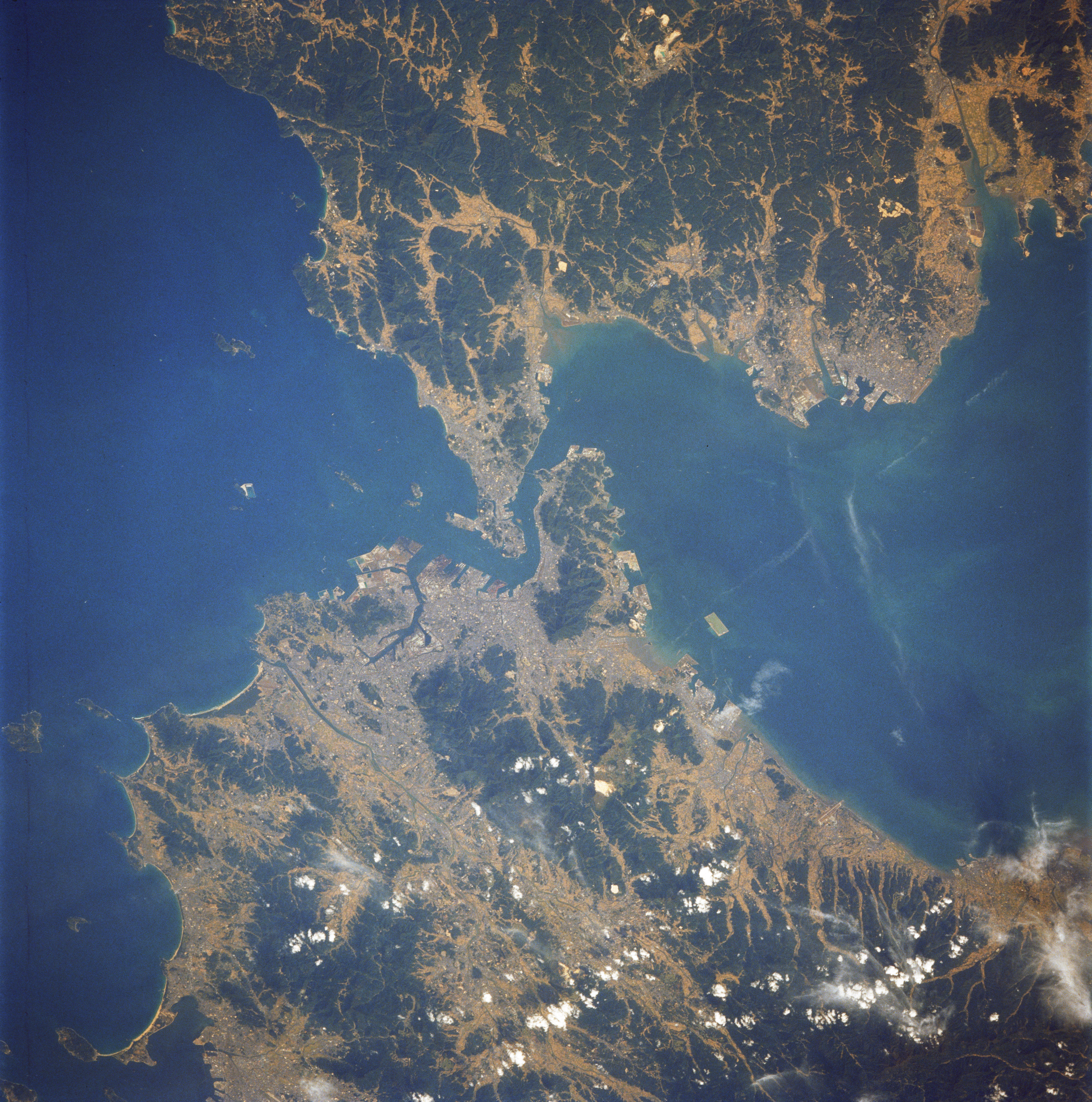
간몬 해협의 위성 사진

야마구치현의 최서단이자 혼슈의 최서단에 위치한다. 간몬 해협을 사이에 두고 서쪽은 동해(히비키나다), 남쪽은 세토 내해(스오나다)와 접한다. 스오나다로 흘러 들어가는 고야강과 히비키나다로 흘러 들어가는 아야라기강 등의 하구 부근에 형성되어 있는 충적평야를 제외하면 능선이 해안 근처까지 접근하는 지형으로 특히 구시가지는 평지가 적다. 옛 군 부분에는 몇 개의 분지가 점재하고 각각의 분지에 취락을 형성되어 있다. 시내에 위치하는 주요 산으로는 간몬 해협과 접해 관광지가 되어 있는 히노산, 항공 통신 시설 등이 있는 가잔산, 또는 구루손산 등이 있다. 사람이 사는 섬으로는 간몬 해협과 접한 히코시마섬, 히비키나다에 떠있는 쓰노시마섬, 후타오이섬, 무쓰레섬이 있다.

### 기후
기후는 복잡하여 동해측 기후와 세토 내해식 기후, 태평양측 기후의 경계에 해당한다. 겨울은 북서계절풍의 영향으로 흐린 날이 많고 비나 눈이 내리는 날도 있다. 강설량은 도심에서는 적지만 시 북부의 산기슭은 적설량이 많아 일부 도로는 노면이 동결한다.
서쪽과 남쪽은 바다에 둘러싸여 있고 히비키나다를 흐르는 쓰시마 해류의 영향도 있어 도심 및 히비키나다 연안의 일교차는 작아 대체로 살기 좋은 곳이라 할 수 있다. 그러나 세토 내해 연안 및 내륙부는 일교차가 크다. 연평균 기온은 17.0℃이다.
| 시모노세키시의 기후                                          | 시모노세키시의 기후 | 시모노세키시의 기후 | 시모노세키시의 기후 | 시모노세키시의 기후 | 시모노세키시의 기후 | 시모노세키시의 기후 | 시모노세키시의 기후 | 시모노세키시의 기후 | 시모노세키시의 기후 | 시모노세키시의 기후 | 시모노세키시의 기후 | 시모노세키시의 기후 | 시모노세키시의 기후 |
| 월                                                           | 1월                 | 2월                 | 3월                 | 4월                 | 5월                 | 6월                 | 7월                 | 8월                 | 9월                 | 10월                | 11월                | 12월                | 연간                |
| ------------------------------------------------------------ | ------------------- | ------------------- | ------------------- | ------------------- | ------------------- | ------------------- | ------------------- | ------------------- | ------------------- | ------------------- | ------------------- | ------------------- | ------------------- |
| 역대 최고 기온 °C (°F)                                       | 19.1 (66.4)         | 23.7 (74.7)         | 26.2 (79.2)         | 29.7 (85.5)         | 30.9 (87.6)         | 33.7 (92.7)         | 36.2 (97.2)         | 37.0 (98.6)         | 35.0 (95.0)         | 30.6 (87.1)         | 26.9 (80.4)         | 26.2 (79.2)         | 37.0 (98.6)         |
| 일평균 최고 기온 °C (°F)                                     | 9.7 (49.5)          | 10.5 (50.9)         | 13.7 (56.7)         | 18.4 (65.1)         | 22.7 (72.9)         | 25.8 (78.4)         | 29.7 (85.5)         | 31.3 (88.3)         | 27.8 (82.0)         | 23.0 (73.4)         | 17.5 (63.5)         | 12.3 (54.1)         | 20.2 (68.4)         |
| 일일 평균 기온 °C (°F)                                       | 7.2 (45.0)          | 7.5 (45.5)          | 10.3 (50.5)         | 14.7 (58.5)         | 19.1 (66.4)         | 22.5 (72.5)         | 26.5 (79.7)         | 27.9 (82.2)         | 24.6 (76.3)         | 19.7 (67.5)         | 14.5 (58.1)         | 9.5 (49.1)          | 17.0 (62.6)         |
| 일평균 최저 기온 °C (°F)                                     | 4.8 (40.6)          | 4.9 (40.8)          | 7.4 (45.3)          | 11.6 (52.9)         | 16.2 (61.2)         | 20.1 (68.2)         | 24.2 (75.6)         | 25.6 (78.1)         | 22.2 (72.0)         | 16.9 (62.4)         | 11.8 (53.2)         | 7.0 (44.6)          | 14.4 (57.9)         |
| 역대 최저 기온 °C (°F)                                       | −6.3 (20.7)         | −6.5 (20.3)         | −5.5 (22.1)         | 0.5 (32.9)          | 6.5 (43.7)          | 9.5 (49.1)          | 15.1 (59.2)         | 17.5 (63.5)         | 12.8 (55.0)         | 5.9 (42.6)          | 0.7 (33.3)          | −4.6 (23.7)         | −6.5 (20.3)         |
| 평균 강수량 mm (인치)                                        | 80.0 (3.15)         | 75.9 (2.99)         | 121.2 (4.77)        | 130.8 (5.15)        | 154.2 (6.07)        | 253.6 (9.98)        | 309.4 (12.18)       | 190.0 (7.48)        | 162.6 (6.40)        | 83.7 (3.30)         | 81.9 (3.22)         | 69.1 (2.72)         | 1,712.3 (67.41)     |
| 평균 강설량 cm (인치)                                        | 1 (0.4)             | 1 (0.4)             | 0 (0)               | 0 (0)               | 0 (0)               | 0 (0)               | 0 (0)               | 0 (0)               | 0 (0)               | 0 (0)               | 0 (0)               | 0 (0)               | 2 (0.8)             |
| 평균 강수일수 (≥ 1.0 mm)                                     | 9.3                 | 9.1                 | 10.1                | 9.6                 | 8.7                 | 11.3                | 10.7                | 9.1                 | 8.5                 | 6.1                 | 8.0                 | 9.0                 | 109.5               |
| 평균 강설일수 (≥ 1 cm)                                       | 0.4                 | 0.6                 | 0                   | 0                   | 0                   | 0                   | 0                   | 0                   | 0                   | 0                   | 0                   | 0                   | 1                   |
| 평균 상대 습도 (%)                                           | 63                  | 63                  | 65                  | 67                  | 70                  | 78                  | 79                  | 75                  | 73                  | 67                  | 66                  | 63                  | 69                  |
| 평균 월간 일조시간                                           | 95.8                | 116.1               | 162.9               | 187.6               | 207.1               | 146.6               | 172.4               | 207.2               | 161.9               | 176.3               | 134.7               | 102.6               | 1,875.9             |
| 출처: 일본 기상청 (평년값: 1991년~2020년, 극값: 1883년~현재) |                     |                     |                     |                     |                     |                     |                     |                     |                     |                     |                     |                     |                     |

| 시모노세키시 도요타초의 기후                                 | 시모노세키시 도요타초의 기후 | 시모노세키시 도요타초의 기후 | 시모노세키시 도요타초의 기후 | 시모노세키시 도요타초의 기후 | 시모노세키시 도요타초의 기후 | 시모노세키시 도요타초의 기후 | 시모노세키시 도요타초의 기후 | 시모노세키시 도요타초의 기후 | 시모노세키시 도요타초의 기후 | 시모노세키시 도요타초의 기후 | 시모노세키시 도요타초의 기후 | 시모노세키시 도요타초의 기후 | 시모노세키시 도요타초의 기후 |
| 월                                                           | 1월                          | 2월                          | 3월                          | 4월                          | 5월                          | 6월                          | 7월                          | 8월                          | 9월                          | 10월                         | 11월                         | 12월                         | 연간                         |
| ------------------------------------------------------------ | ---------------------------- | ---------------------------- | ---------------------------- | ---------------------------- | ---------------------------- | ---------------------------- | ---------------------------- | ---------------------------- | ---------------------------- | ---------------------------- | ---------------------------- | ---------------------------- | ---------------------------- |
| 역대 최고 기온 °C (°F)                                       | 16.7 (62.1)                  | 21.8 (71.2)                  | 25.1 (77.2)                  | 28.4 (83.1)                  | 31.4 (88.5)                  | 32.2 (90.0)                  | 35.7 (96.3)                  | 36.2 (97.2)                  | 33.9 (93.0)                  | 30.7 (87.3)                  | 26.0 (78.8)                  | 23.2 (73.8)                  | 36.2 (97.2)                  |
| 일평균 최고 기온 °C (°F)                                     | 8.7 (47.7)                   | 9.8 (49.6)                   | 13.4 (56.1)                  | 18.6 (65.5)                  | 23.1 (73.6)                  | 25.9 (78.6)                  | 29.3 (84.7)                  | 30.7 (87.3)                  | 27.2 (81.0)                  | 22.3 (72.1)                  | 16.7 (62.1)                  | 11.2 (52.2)                  | 19.7 (67.5)                  |
| 일일 평균 기온 °C (°F)                                       | 3.6 (38.5)                   | 4.4 (39.9)                   | 7.5 (45.5)                   | 12.4 (54.3)                  | 17.3 (63.1)                  | 21.2 (70.2)                  | 25.1 (77.2)                  | 25.9 (78.6)                  | 22.0 (71.6)                  | 16.1 (61.0)                  | 10.4 (50.7)                  | 5.4 (41.7)                   | 14.3 (57.7)                  |
| 일평균 최저 기온 °C (°F)                                     | −1.1 (30.0)                  | −0.8 (30.6)                  | 1.7 (35.1)                   | 6.1 (43.0)                   | 11.4 (52.5)                  | 17.0 (62.6)                  | 21.6 (70.9)                  | 22.1 (71.8)                  | 17.8 (64.0)                  | 10.8 (51.4)                  | 5.0 (41.0)                   | 0.5 (32.9)                   | 9.3 (48.8)                   |
| 역대 최저 기온 °C (°F)                                       | −7.9 (17.8)                  | −9.1 (15.6)                  | −6.2 (20.8)                  | −4.0 (24.8)                  | 0.0 (32.0)                   | 5.5 (41.9)                   | 12.0 (53.6)                  | 14.3 (57.7)                  | 4.6 (40.3)                   | −0.6 (30.9)                  | −3.7 (25.3)                  | −6.3 (20.7)                  | −9.1 (15.6)                  |
| 평균 강수량 mm (인치)                                        | 90.8 (3.57)                  | 88.3 (3.48)                  | 140.5 (5.53)                 | 151.4 (5.96)                 | 183.7 (7.23)                 | 272.5 (10.73)                | 342.8 (13.50)                | 201.2 (7.92)                 | 167.8 (6.61)                 | 93.3 (3.67)                  | 88.2 (3.47)                  | 83.1 (3.27)                  | 1,899.1 (74.77)              |
| 평균 강수일수 (≥ 1.0 mm)                                     | 11.3                         | 10.7                         | 11.6                         | 10.0                         | 9.5                          | 12.4                         | 11.6                         | 9.9                          | 9.5                          | 7.7                          | 9.3                          | 11.1                         | 124.6                        |
| 평균 월간 일조시간                                           | 99.8                         | 107.6                        | 156.1                        | 182.9                        | 206.1                        | 137.0                        | 152.6                        | 189.8                        | 151.6                        | 169.5                        | 134.5                        | 103.9                        | 1,791.3                      |
| 출처: 일본 기상청 (평년값: 1991년~2020년, 극값: 1977년~현재) |                              |                              |                              |                              |                              |                              |                              |                              |                              |                              |                              |                              |                              |

### 인접하는 지자체
- 야마구치현
  - 나가토시
  - 산요오노다시
  - 미네시

- 후쿠오카현(바다를 건너 인접)
  - 기타큐슈시(모지구·고쿠라키타구)

## 외교 공관
- 주시모노세키 대한민국 명예총영사관(在下関大韓民国名誉総領事館, Honorary Consulate-General of the Republic of Korea in Shimonoseki)

## 역사

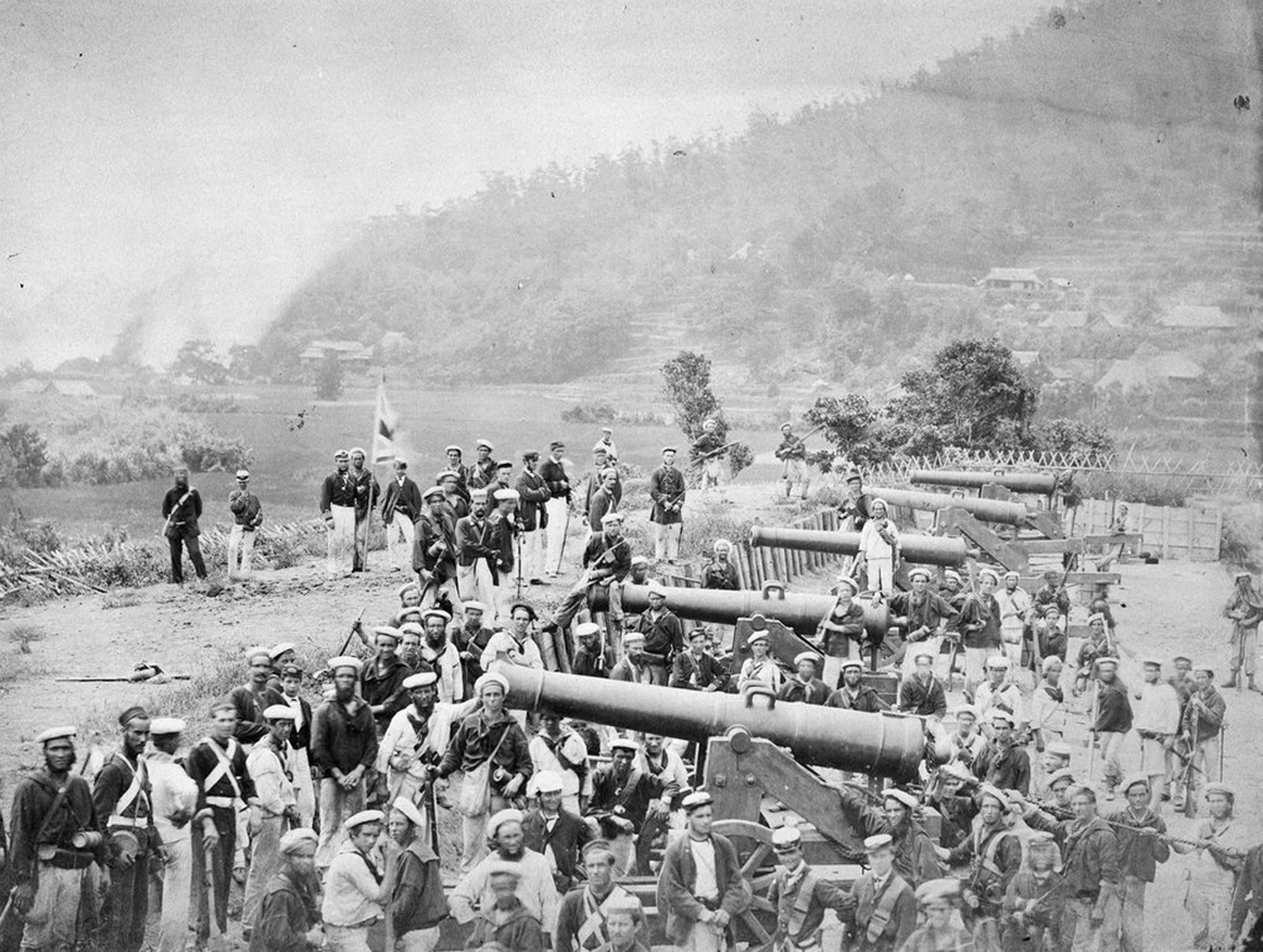
시모노세키 전쟁

예로부터 규슈와 중국 대륙에서 혼슈로 넘어오는 관문으로 번창하였고 7세기에 나가토국의 국부를 현재의 조후 지구에 설치했다. 1185년에 단노우라 전투가 벌어진 곳으로 이 전투로 다이라씨가 멸망하고 안토쿠 천황이 투신 자살했으며 겐페이 전쟁은 종결되었다. 1600년에 모리 히데모토가 조후에 관직을 받아 조슈번의 지번으로 조후번이 성립하였고 1607년에 조선 통신사가 이곳을 방문하였다. 이후 시모노세키는 조선 통신사를 접대하는 장소 중 하나가 되었다. 1864년에 외국에 대해 강경 자세를 취하던 조슈번이 열강의 군대와 무력 충돌한 시모노세키 전쟁이 발발하였다.
- 1889년 - 아카마가세키시가 성립하였다.
- 1895년 - 청일 전쟁의 강화 회의 결과 시모노세키 조약이 체결되었다. 시모노세키 요새 사령부가 설치되었다.
- 1901년 - 산요 철도가 개통하였다.
- 1902년 - 시모노세키시로 개칭하였다.
- 1923년 - 자경단 대학살이 일어났다.
- 1945년 - 태평양 전쟁 이후 일본에서 식량난이 돌아 재일 한국인이 음모론에 휩싸였다.
- 1947년 - 일본에 사는 조선인을 조선적(난민)으로 대하기 시작했다.
- 1962년 - 시모노세키 시립 대학이 세워졌다.
- 1970년 - 부관 페리가 취항해 1945년 이후 25년 만에 한반도와의 해상 교통이 부활하였다.
- 1973년 - 간몬교가 개통하였다.
- 1975년 - 산요 신칸센이 개업하였다.
- 2005년 2월 13일 - 시모노세키시, 도요우라군 기쿠가와정, 도요타정, 도요우라정, 호호쿠정이 합병(신설 합병)해 새로운 시모노세키시가 성립하였다.

## 교육

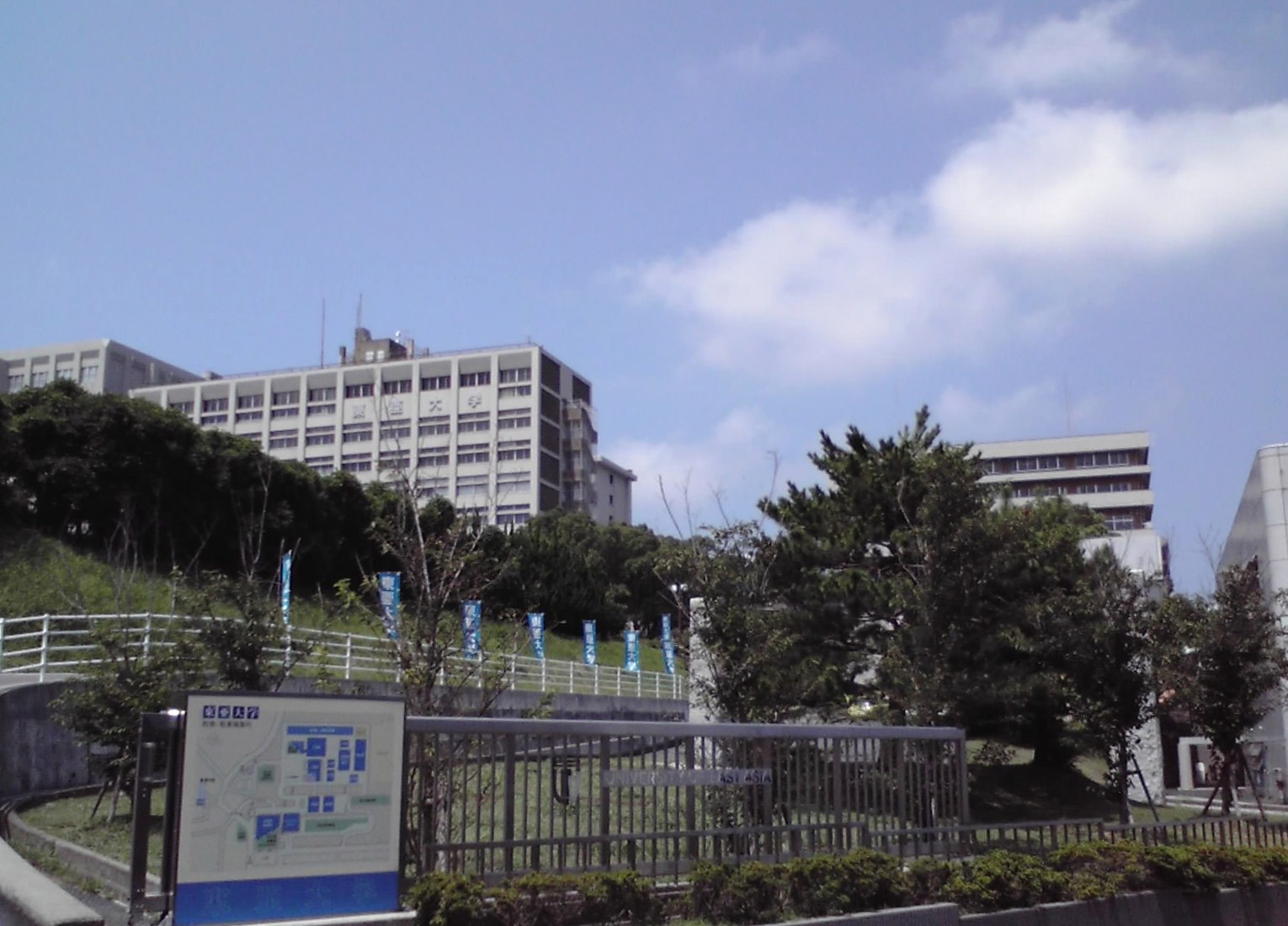
도아 대학

### 대학
- 국립대학
  - 수산대학교(水産大学校)

- 공립대학
  - 시모노세키 시립 대학(下関市立大学)

- 사립대학
  - 바이코 가쿠인 대학(梅光学院大学)
  - 도아 대학(東亜大学)
  - 시모노세키 단기대학(下関短期大学)

## 교통

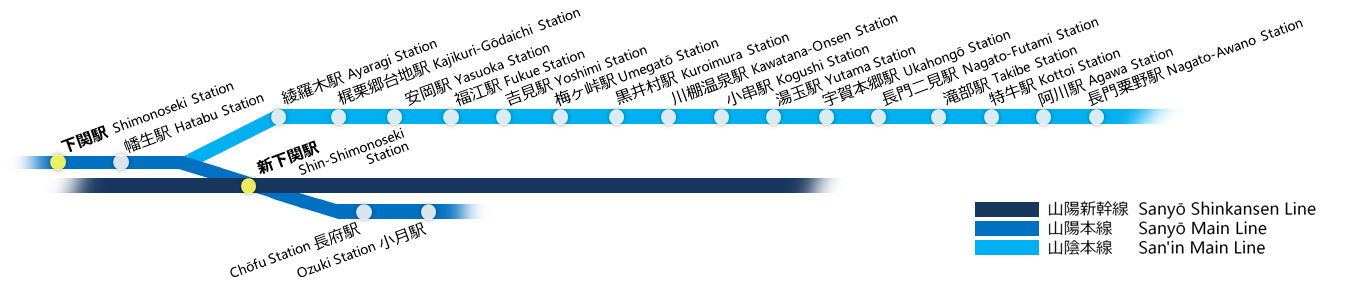
시모노세키시의 JR 노선도

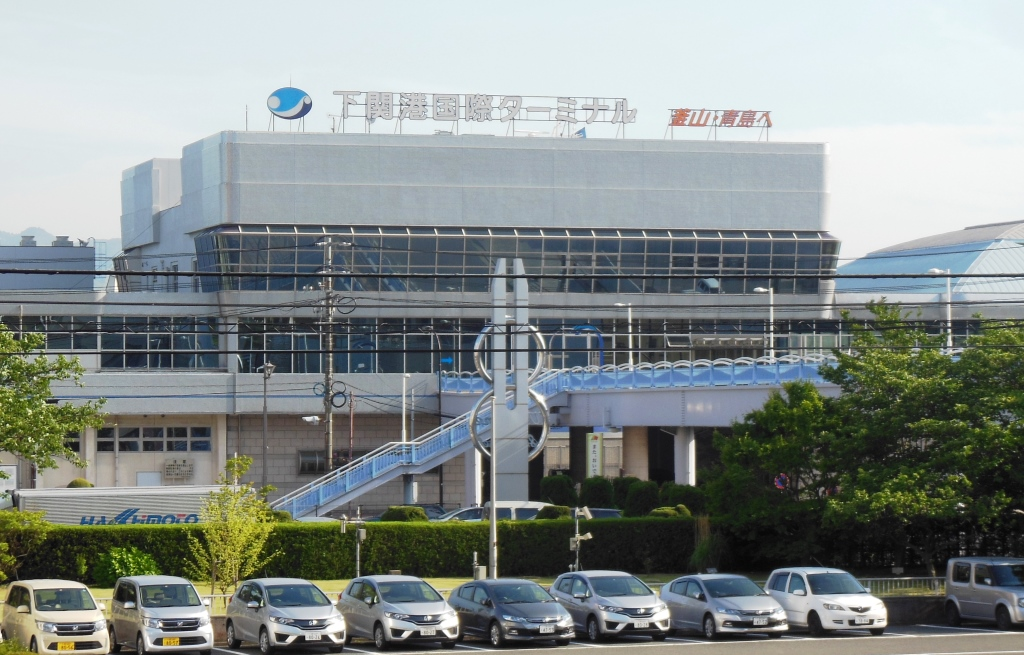
시모노세키항 국제터미널

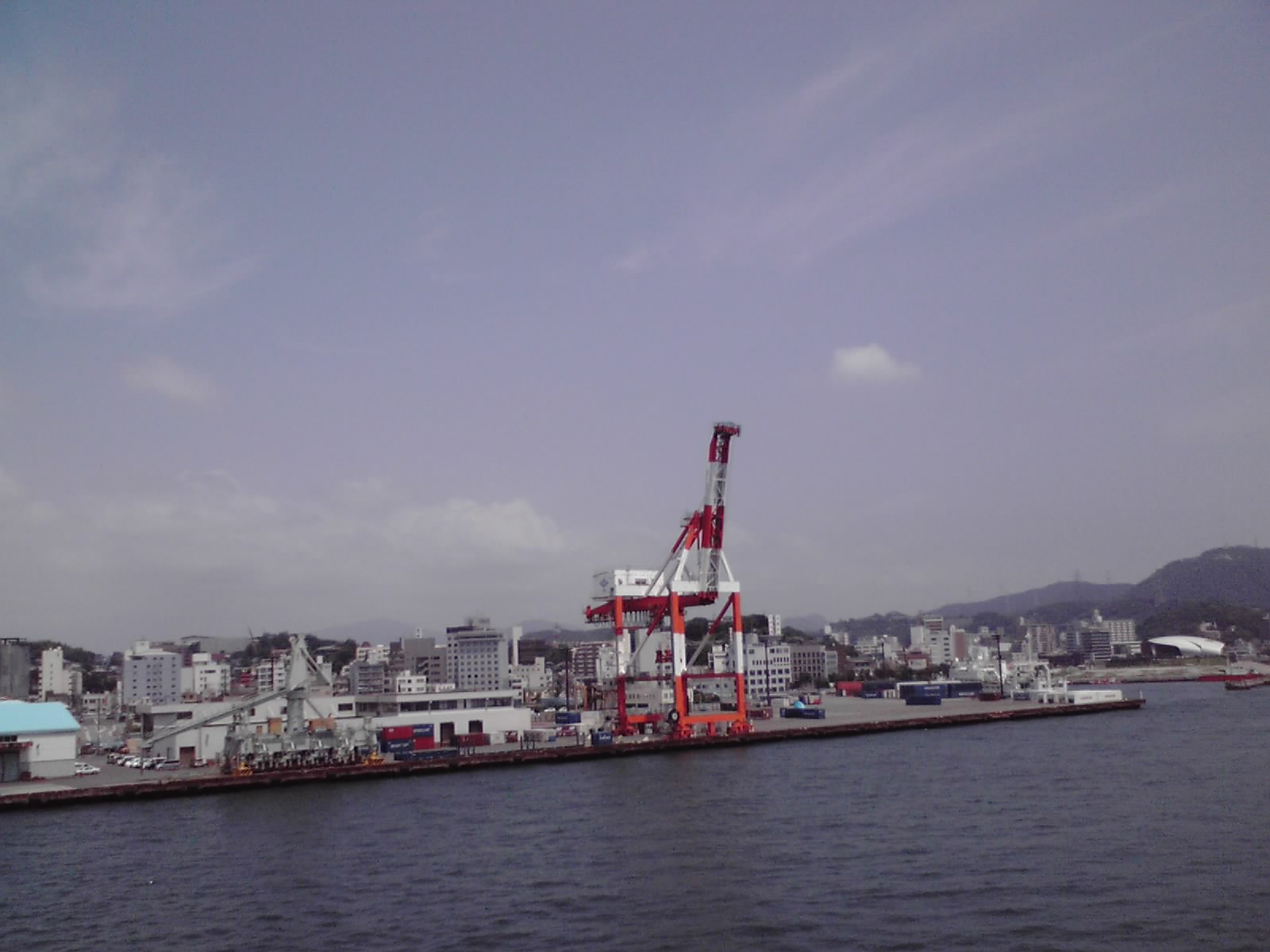
시모노세키항

### 항만
- 시모노세키항 - 특정중요항, 수입촉진지역(FAZ; Foreign Access Zone)
  - 시모노세키항 국제터미널(下関港国際ターミナル, Shimonoseki Port International Terminal)
    - 부산~시모노세키: 부관 훼리(성희호), 관부 훼리(하마유호)

  - 조슈 데지마(長州出島, Choshu Dejima) - 시모노세키항 연안 인공섬
  - 컨테이너 터미널(하나노정)
  - 아루카포토 안벽(あるかぽーと) - 워터 프런트 z

### 철도
- 서일본 여객철도(JR 서일본)
  - 산요 신칸센
  - 산요 본선
  - 산인 본선

- 규슈 여객철도(JR 규슈)
  - 산요 본선

### 버스
- 산덴 교통(サンデン交通)
- 블루라인 교통(ブルーライン交通)

### 도로
- 주고쿠 자동차도
- 산요 자동차도
- 국도 제2호선
- 국도 제9호선
- 국도 제191호선 (일본)(일본어판)
- 국도 제435호선 (일본)(일본어판)
- 국도 제491호선 (일본)(일본어판)

## 관광

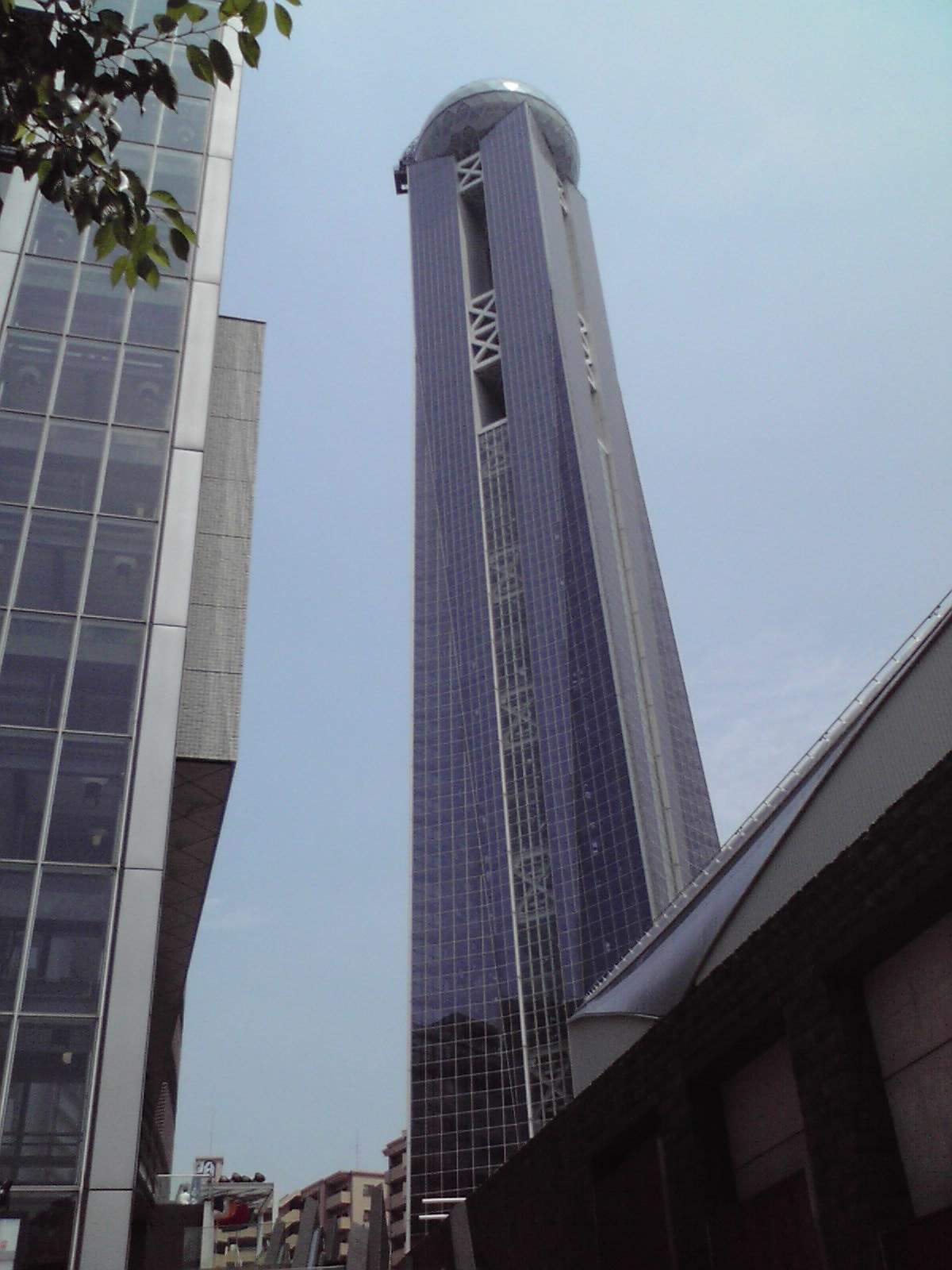
가이쿄 유메 타워(海峡ゆめタワー, 153m)

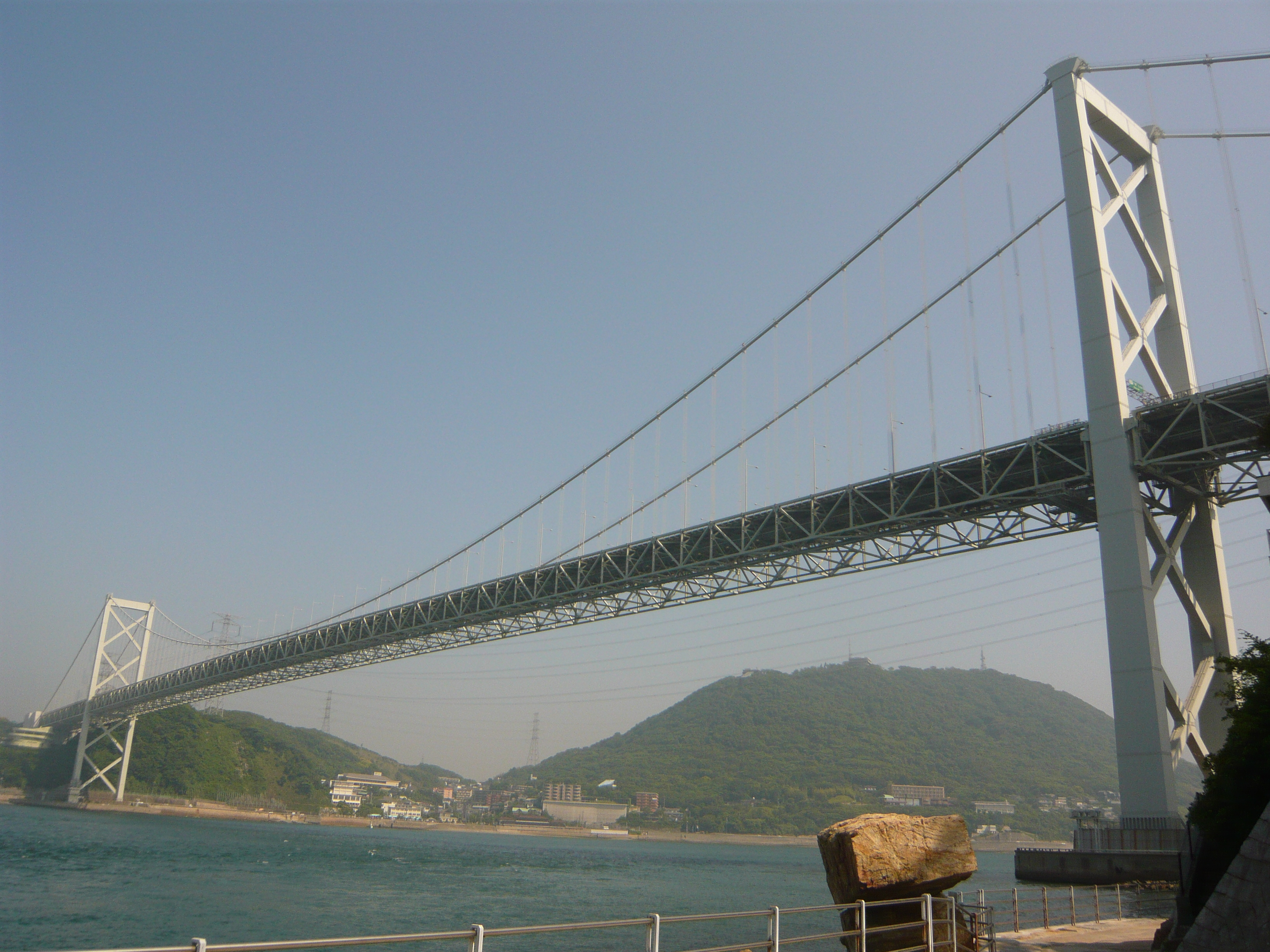
간몬교(関門橋)

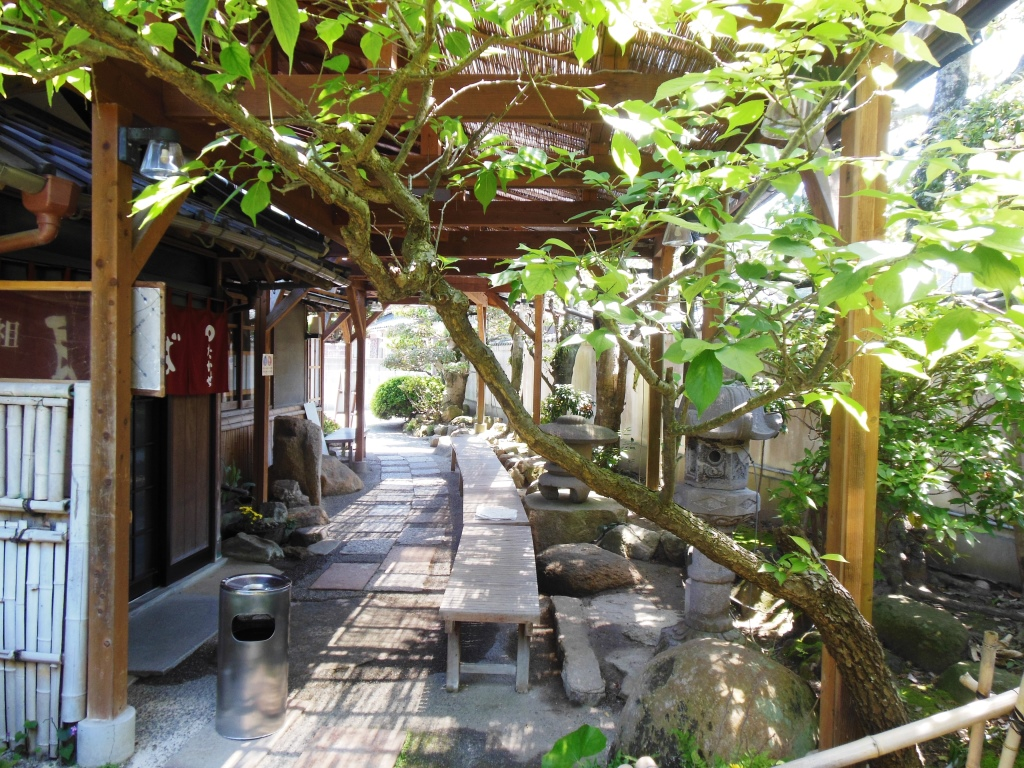
가와타나 온천(川棚温泉)

### 관광지
- 가이쿄 유메타워(海峡ゆめタワー)
- 간몬 해협(関門海峡)
  - 간몬교(関門橋), 아시아 고속도로 1호선
- 간류섬
- 가이쿄칸(海響館) - 시립 시모노세키 수족관
- 아카마 신궁(赤間神宮) - 비운의 천황 안토쿠 천황을 배향. 조선 통신사의 경유지로도 사용되었다.
- 가와타나 온천(일본어판)(川棚温泉)
- 유타니 온천(일본어판)(湯谷温泉)
- 조카마치 조후(城下町 長府)
  - 고잔지(일본어판)(功山寺) - 국보
  - 후루에 골목길(古江小路)
  - 조후 정원(長府庭園)
- 쓰노시마섬(일본어판)(角島) - 일본의 유명한 리조트 중 하나.
  - 쓰노시마 대교(角島大橋, 1780m)

### 쇼핑

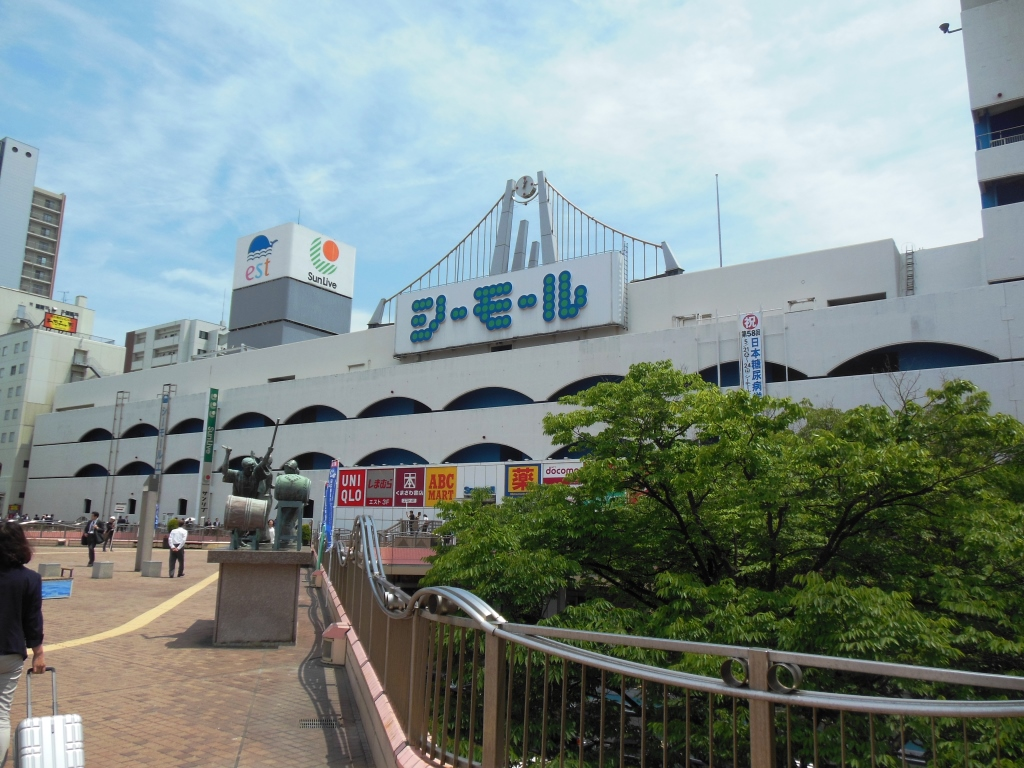
시몰 시모노세키(Sea Mall下関)

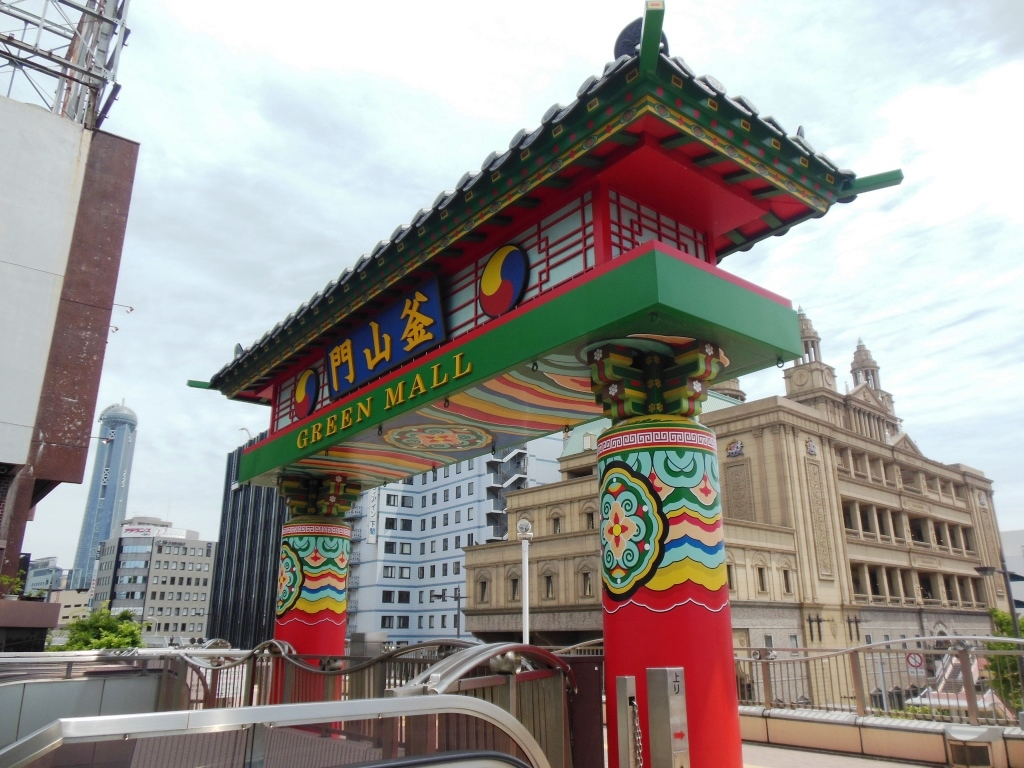
그린몰, 나가토 시장(Green Mall, 長門市場)

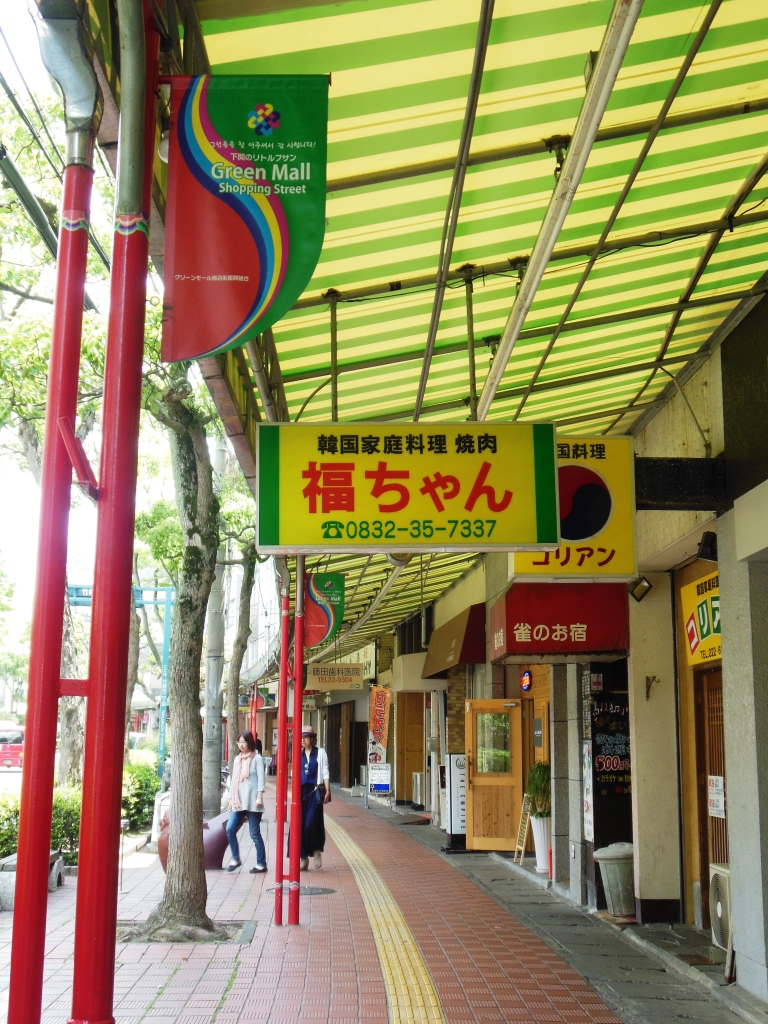
그린몰, 나가토 시장(Green Mall, 長門市場)

#### 시모노세키역주변
- 그린몰, 나가토 시장(Green Mall, 長門市場) - 코리아타운
- 시몰 시모노세키(シーモール下関, Sea Mall Shimonoseki) - 야마구치현 최대 쇼핑센터
  - 시모노세키 다이마루(下関大丸, Shimonoseki Daimaru) - 백화점(면세점)
  - 170의 전문점
- 시모노세키역 ripie
- 브젠다(豊前田, Buzenda) - 야마구치현 최대 번화가.
  - 가전제품점·에디 온(エディオン, EDION) - 가전제품점(면세점)
  - DAISO(ダイソー) - 100엔 샵
  - 가라오케점, 선술집 등

#### 가라토(唐戸)
- 가라토 상가(唐戸商店街)
- 가라토 시장, 카몬와프(唐戸市場, Kamon Wharf)

#### 신시모노세키역
- You me city Shin-Shimonoseki（ゆめシティ新下関）

### 축제
- 시모노세키 카이쿄 축제(しものせき海峡まつり) - 5월
- 간몬 해협 불꽃놀이(関門海峡花火大会)- 8월
- 시모노세키 바칸축제(しものせき馬関まつり) - 8월
- 투어 데 시모노세키(ツール・ド・しものせき) - 10월/11월
- 시모노세키 카이쿄 마라손(下関海響マラソン) - 11월
- 리틀 부산 페스트(リトル釜山フェスタ) - 11월

### 특산품
- 복어 - 시모노세키에서는 후쿠라고 부른다.
- 성게
- 고래고기
- 아구
- 명란젓

## 유명 기업
- 야마구치 파이낸셜 그룹(山口フィナンシャルグループ)
  - 야마구치 은행(山口銀行)
  - 모미지 은행(もみじ銀行)
  - YM 증권(ワイエム証券)
- 하야시카네 산업(林兼産業)
- 조후 제작소(長府製作所)
- 하라코산(原弘産)
- 미나토 야마구치 합동 신문사(みなと山口合同新聞社)
  - 야마구치 신문(山口新聞)
  - 미나토 신문(みなと新聞)
- 니시추고쿠 신용금고(西中国信用金庫)

## 자매 도시
- 일본 시즈오카현 기쿠가와시
- 브라질 산투스(1971년)
- 튀르키예 이스탄불(1972년)
- 대한민국 부산광역시(1976년)
- 중국 산둥성 칭다오시(1979년)
- 미국 피츠버그(1998년)
- 대한민국 전라남도 광양시(2011년) - 우호도시

## 픽션

### 영화
- 칠석의 여름

## 갤러리

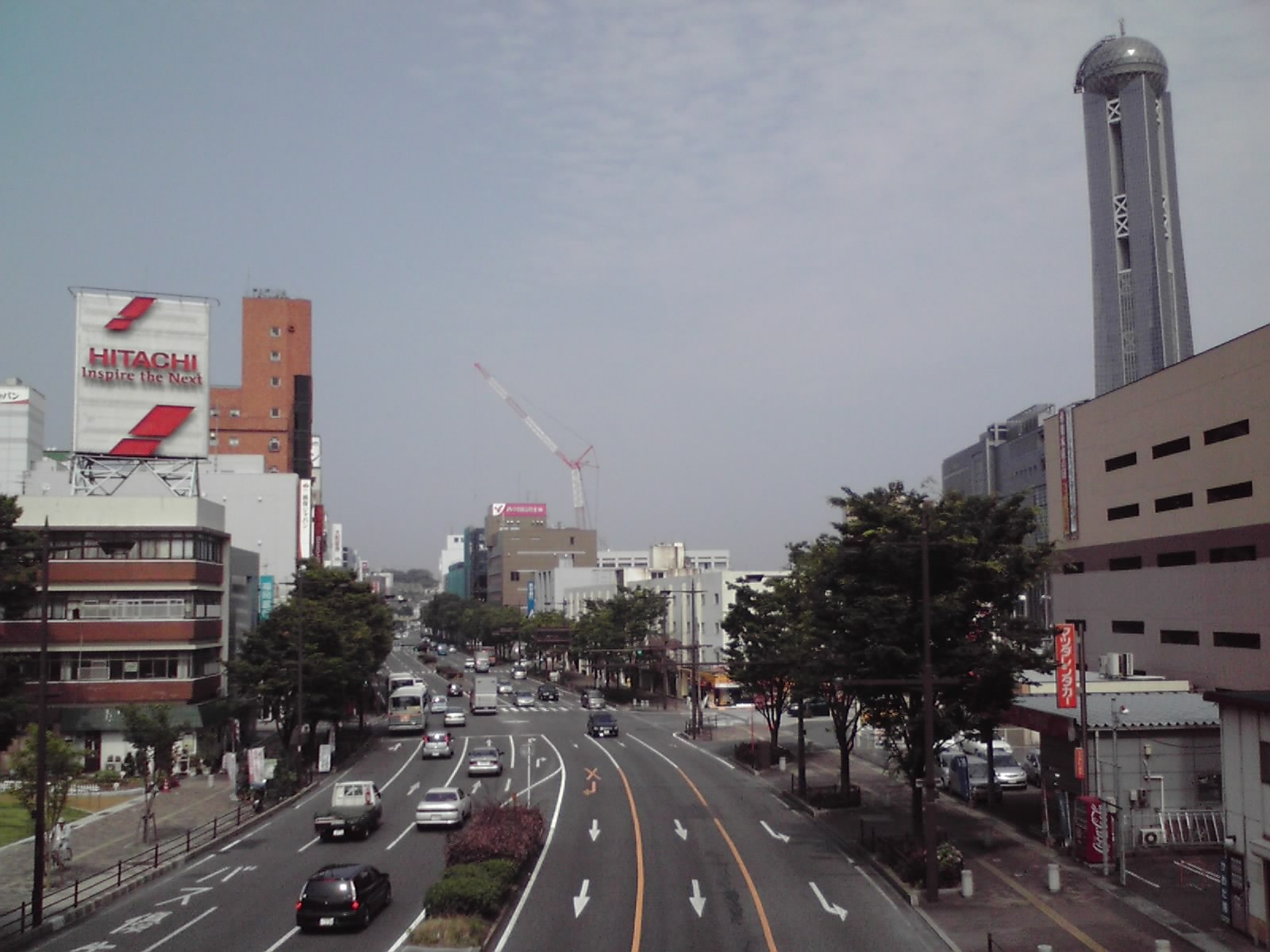
부젠다초(豊前田町)
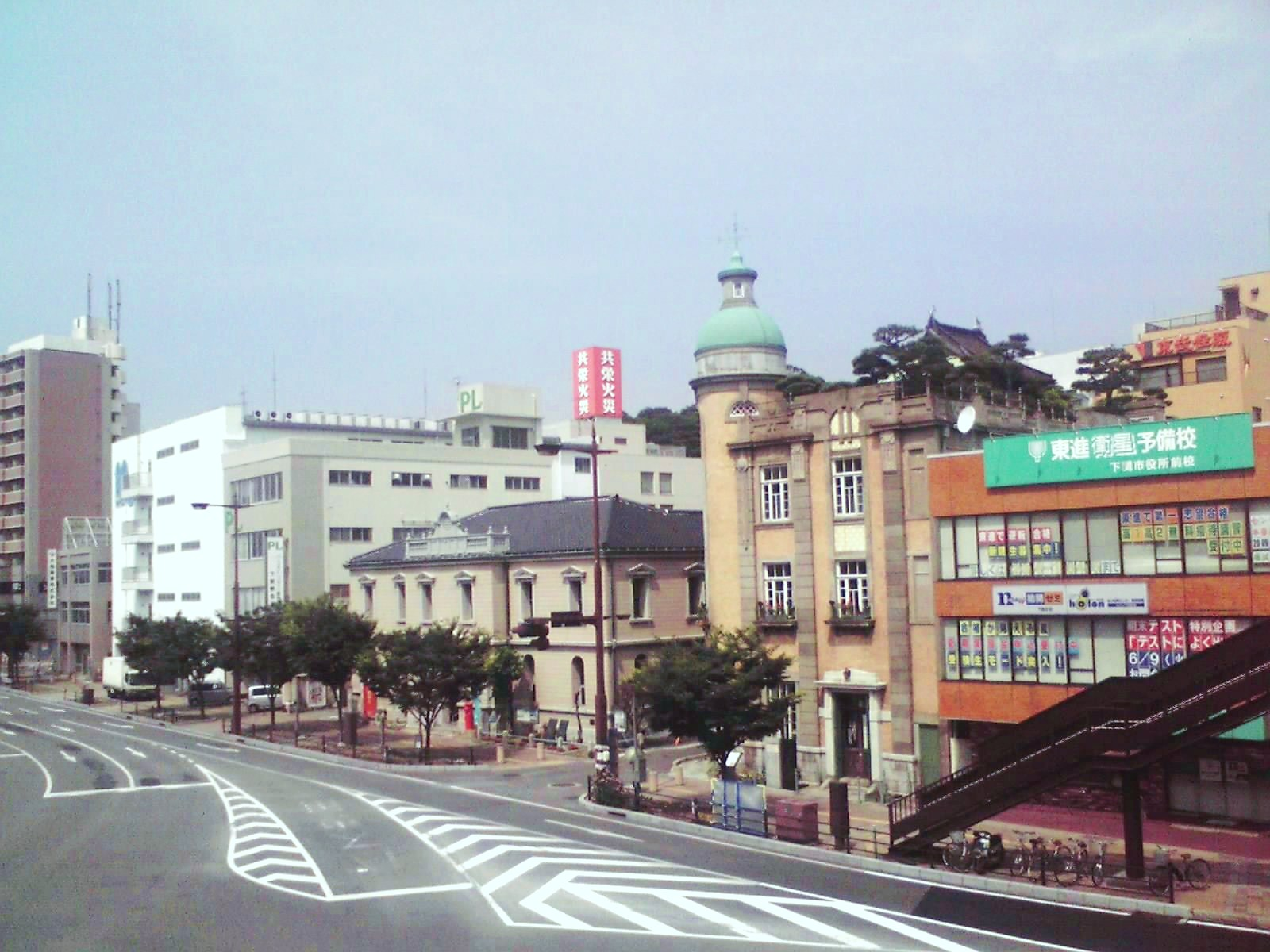
가라토초(唐戸町)
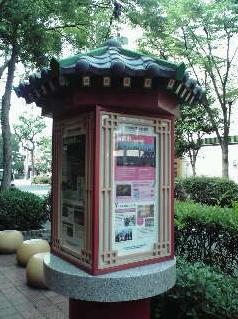
그린몰(차이나타운)
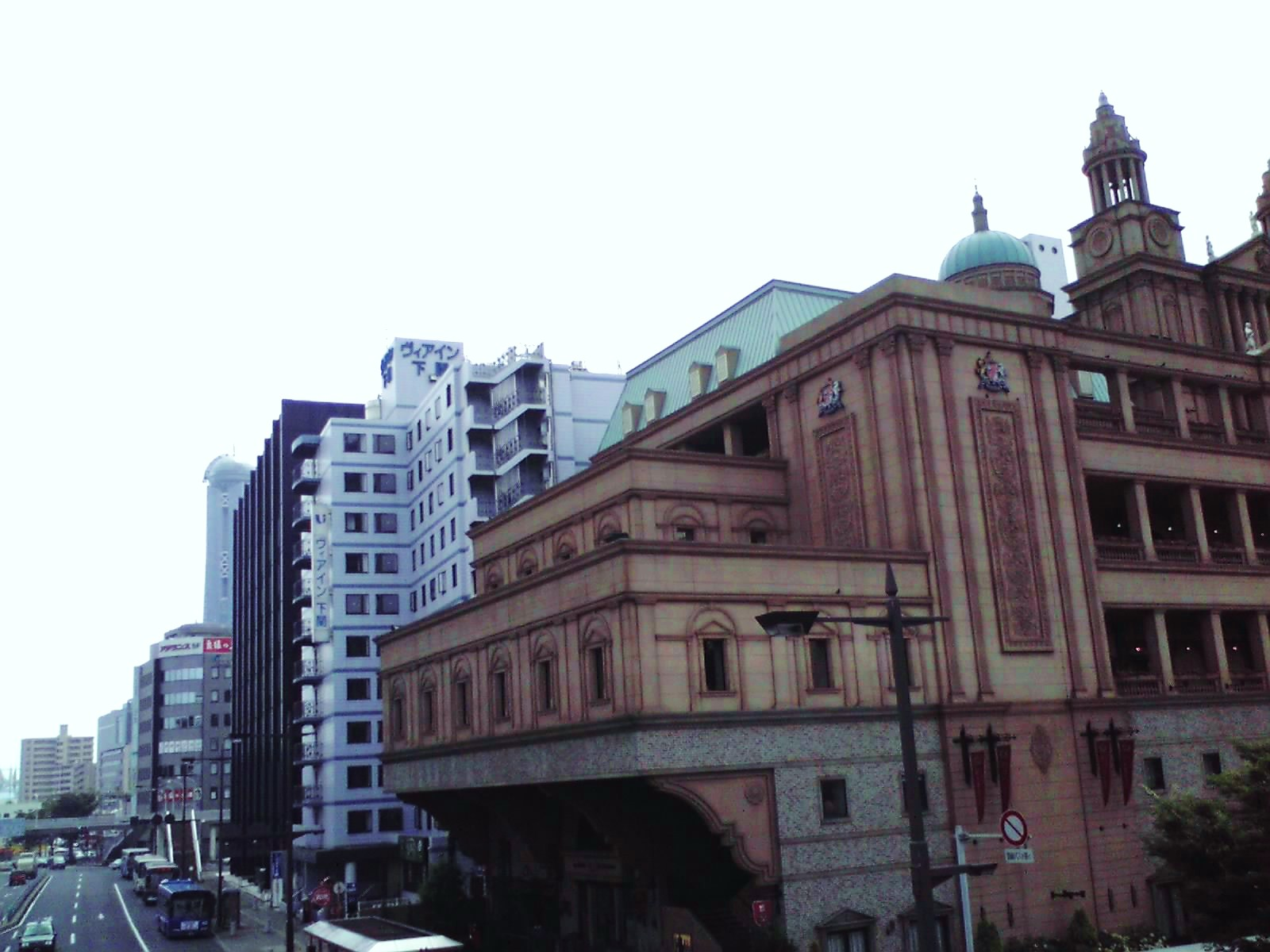
다케자키초(竹崎町)
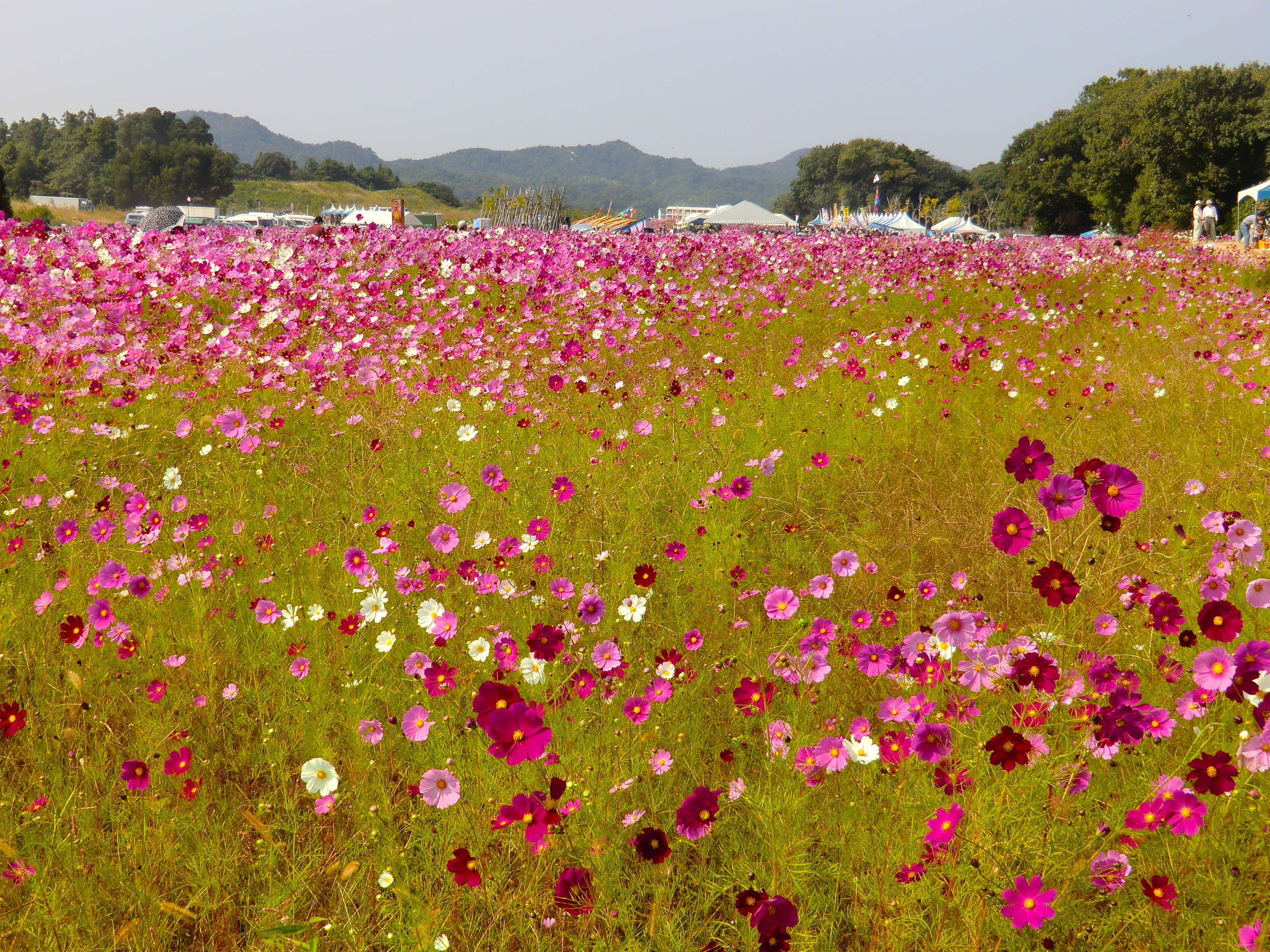
리프레시 파크 도요라의 코스모스

## 같이 보기
- 재일 한국인
- 파친코
- 야쿠자